# Maxine Peake
Maxine Peake (Westhoughton, Gran Mánchester, 14 de julio de 1974) es una actriz británica conocida por sus papeles en varias series de televisión, tras haber interpretado a Veronica Ball en Shameless, o el papel de Martha Costello en Silk.

## Filmografía

### Cine
| Año  | Título                                          | Papel            | Notas        |
| ---- | ----------------------------------------------- | ---------------- | ------------ |
| 1998 | Girls' Night                                    | Sharon           |              |
| 2002 | All or Nothing                                  | Party Girl       |              |
| 2002 | Hamilton Mattress                               | Lulu             | Cortometraje |
| 2005 | Be Mine                                         | Tina's Mum       | Cortometraje |
| 2005 | Frozen                                          | Ticket Attendant |              |
| 2005 | Stealing Up                                     | Hija             | Cortometraje |
| 2006 | The Madness of the Dance                        | La profesora     | Cortometraje |
| 2007 | I Am Bob                                        | Marilyn Monroe   | Cortometraje |
| 2007 | Would Like to Meet                              | Heather          | Cortometraje |
| 2008 | Clubbed                                         | Angela           |              |
| 2010 | Alice                                           |                  | Cortometraje |
| 2010 | Edge                                            | Elly             |              |
| 2011 | Room at the Top                                 | Alice Aisgill    |              |
| 2011 | Best Laid Plans                                 | Isabel           |              |
| 2012 | Private Peaceful                                | Hazel Peaceful   |              |
| 2013 | Run & Jump                                      | Vanetia Casey    |              |
| 2014 | The Falling                                     | Eileen           |              |
| 2014 | La teoría del todo                              | Elaine Mason     |              |
| 2014 | Keeping Rosy                                    | Charlotte        |              |
| 2017 | Dispossession: The Great Social Housing Swindle | Narradora        | Documental   |
| 2017 | Funny Cow                                       | Funny Cow        |              |
| 2018 | Fanny Lye Deliver'd                             |                  |              |
| 2018 | Peterloo                                        |                  |              |

### Televisión
| Año       | Título                                             | Papel               | Notas                                         |
| --------- | -------------------------------------------------- | ------------------- | --------------------------------------------- |
| 1996      | Hetty Wainthropp Investigates                      | Photocopy Assistant | episodio: "Fingers"                           |
| 1998      | Picking Up the Pieces                              | Lucy                | episodio: "episodio No. 1.7"                  |
| 1998–2000 | Dinnerladies                                       | Twinkle             | 16 episodios                                  |
| 1999      | Sunburn                                            | Sue                 | episodio: "episodio No. 1.5"                  |
| 1999      | Coronation Street                                  | Belinda Peach       | episodio: "episodio No. 1.46352"              |
| 1999      | Jonathan Creek                                     | Marion Cretiss      | episodio: "The Curious Tale of Mr. Spearfish" |
| 2000      | Clocking Off                                       | Marie Leach         | episodio: "The Leaches' Story"                |
| 2001      | The Way We Live Now                                | Ruby Ruggles        | 4 episodios                                   |
| 2001      | Linda Green                                        | Recepcionista       | episodio: "Fitness Freak"                     |
| 2002      | Holby City                                         | Tanya Wilton        | episodio: "Pawns in the Game: Part 1"         |
| 2002      | Dalziel and Pascoe                                 | Dr. Allison Laurie  | episodio: "Mens Sana"                         |
| 2003      | At Home with the Braithwaites                      | Trixie Fletcher     | episodio: "episodio No. 4.3"                  |
| 2003      | Early Doors                                        | Janice              | 4 episodios                                   |
| 2004      | Christmas Lights                                   | Pauline             | Telefilme                                     |
| 2004–2007 | Shameless                                          | Veronica Ball       | 27 episodios                                  |
| 2005      | Faith                                              | Linda               | Telefilme                                     |
| 2005      | Messiah: The Harrowing                             | DS Vickie Clarke    |                                               |
| 2006      | See No Evil: The Moors Murders                     | Myra Hindley        | Telefilme                                     |
| 2007      | Confessions of a Diary Secretary                   | Tracey Temple       | Telefilme                                     |
| 2008      | Bike Squad                                         | WPC Kate McFay      | Telefilme                                     |
| 2008      | Fairy Tales                                        | Cindy Mellor        | episodio: "Cinderella"                        |
| 2008      | Hancock & Joan                                     | Joan Le Mesurier    | Telefilme                                     |
| 2008      | Placebo                                            | Dr. Sian Nuttall    | Telefilme                                     |
| 2008      | The Devil's Whore                                  | Elizabeth Liliburne | 4 episodios                                   |
| 2008      | Little Dorrit                                      | Miss Wade           | 7 episodios                                   |
| 2009      | Red Riding: 1980                                   | Helen Marshall      | Telefilme                                     |
| 2009      | Agatha Christie's Marple – They Do It with Mirrors | Jolly Bellever      | Telefilme                                     |
| 2009      | The Street                                         | Madeleine           |                                               |
| 2009      | Criminal Justice                                   | Juliet Miller       | 5 episodios                                   |
| 2010      | The Secret Diaries of Miss Anne Lister             | Anne Lister         | Telefilme                                     |
| 2011–2014 | Silk                                               | Martha Costello     | 18 episodios                                  |
| 2012      | Henry IV, Parts I and II                           | Doll Tearsheet      | Parte de la serie The Hollow Crown            |
| 2013–2014 | The Village                                        | Grace Middleton     | 12 episodios                                  |
| 2015      | Call Security                                      | Narrador            | Documental                                    |
| 2016      | Comic Strip – Red Top                              | Rebekah Brooks      | Telefilme                                     |
| 2016      | A Midsummer Night's Dream                          | Titania             | Telefilme                                     |
| 2017      | Three Girls                                        | Sara Rowbotham      | 3 episodios                                   |
| 2017      | Black Mirror                                       | Bella               | episodio: "Metalhead"                         |

### Teatro
| Año  | Título                          | Papel              | Ref.   |
| ---- | ------------------------------- | ------------------ | ------ |
| 1998 | Early One Morning               | Lizzie             | [ 4 ]  |
|      | Breakthrough                    | Varios             |        |
| 2000 | Miss Julie                      | Kristin            | [ 5 ]  |
| 2000 | The John Ford Investigation     | Varios             |        |
| 2000 | The Importance of Being Earnest | Gwendoline         |        |
| 2000 | The Cherry Orchard              | Dunyasha           | [ 6 ]  |
| 2001 | The Relapse                     | Miss Hoyden        | [ 7 ]  |
| 2001 | Luther                          | Katherine Von Bora | [ 8 ]  |
| 2002 | Mother Theresa Is Dead          | Jane               | [ 9 ]  |
| 2002 | Hamlet                          | Ophelia            | [ 10 ] |
| 2003 | Sergeant Musgrave's Dance       | Annie              | [ 11 ] |
| 2003 | Robin Hood                      | Lady Marian        |        |
| 2005 | Rutherford and Son              | Janet              | [ 12 ] |
| 2006 | On the Third Day                | Claire             | [ 13 ] |
| 2007 | Leaves of Glass                 | Debbie             | [ 14 ] |
| 2008 | The Children's Hour             | Karen Wright       | [ 15 ] |
| 2011 | Loyalty                         | Laura              | [ 16 ] |
| 2011 | The Deep Blue Sea               | Hester Collyer     | [ 17 ] |
| 2012 | Miss Julie                      | Miss Julie         | [ 18 ] |
| 2013 | The Masque of Anarchy           |                    | [ 19 ] |
| 2014 | Hamlet                          | Hamlet             | [ 20 ] |
| 2015 | How To Hold Your Breath         | Dana               | [ 21 ] |
| 2015 | The Skriker                     | The Skriker        | [ 22 ] |
| 2016 | A Streetcar Named Desire        | Blanche DuBois     | [ 23 ] |

## Premios y nominaciones
| Año  | Trabajo                        | Premio                                | Categoría    | Resultado |
| ---- | ------------------------------ | ------------------------------------- | ------------ | --------- |
| 2006 | See No Evil: The Moors Murders | Royal Television Society North Awards | Mejor Actriz | Ganadora  |
| 2009 | Hancock & Joan                 | BAFTA TV Award                        | Mejor Actriz | Nominada  |
| 2010 | The Street                     | Broadcasting Press Guild Award        | Mejor Actriz | Ganadora  |
| 2010 | Criminal Justice               | Broadcasting Press Guild Award        | Mejor Actriz | Ganadora  |
| 2010 | Criminal Justice               | Crime Thriller Awards                 | Mejor Actriz | Ganadora  |
| 2013 | Silk                           | Broadcasting Press Guild Award        | Mejor Actriz | Nominada  |
| 2013 | Silk                           | Crime Thriller Awards                 | Mejor Actriz | Nominada  |
| 2013 | Room at the Top                | Broadcasting Press Guild Award        | Mejor Actriz | Nominada  |
| 2014 | Keeping Rosy                   | Fantasporto Awards                    | Mejor Actriz | Ganadora  |
| 2014 | The Village                    | BAFTA TV Award                        | Mejor Actriz | Nominada  |
| 2014 | The Village                    | Broadcasting Press Guild Awards       | Mejor Actriz | Nominada  |